# カイカシー
カイカシー（梵: कैकसी, Kaikasī）は、インド神話に登場するラークシャサの女性（ラークシャシー）である。ラークシャサの王スマーリンの娘で、ヴィシュラヴァスの妻、ラーヴァナ、クンバカルナ、シュールパナカー、ヴィビーシャナの母。

## 神話
叙事詩『ラーマーヤナ』によると、スマーリン王の時代、ラークシャサはランカー島から追い払われ、地下世界パーターラに亡命し、王都ランカーはヤクシャ族の王であり富の神であるクヴェーラ神の支配するところとなっていた。そこでスマーリンは一族の再興のため、娘のカイカシーを1人の男と結婚させた。それがクヴェーラ神の父ヴィシュラヴァスであった。カイカシーはヴィシュラヴァスとの間にクヴェーラ神の異母兄弟であるラーヴァナ、クンバカルナ、シュールパナカー、ヴィビーシャナを生んだ。ラーヴァナが長じると、カイカシーはクヴェーラ神と戦って都を取り戻すよう諭した。そこで彼女の子供たちは苦行を積み、ブラフマー神に認められて強大な力を与えられた。そしてクヴェーラ神と戦って都を取り戻し、ラークシャサ族の再興を果たした。
もう一方の叙事詩『マハーバーラタ』では、ヴィシュラヴァスの妻と結婚してラーヴァナの母となったラークシャシーの名はプシュポートカターとなっている。